# Eredivisie 2011-2012 (calcio femminile)
L'edizione 2011-2012 è stata la quinta dell'Eredivisie, la massima serie a carattere professionistico del campionato olandese femminile di calcio. Il torneo prese il via il 2 settembre 2011 e si concluse il 18 maggio 2012. Il campionato è stato vinto dall'ADO Den Haag, al primo titolo di Eredivisie.
Con la creazione della BeNe League, competizione mista belga e olandese, l'Eredivisie venne interrotta a partire dalla stagione 2012-2013, per poi essere riattivata per la stagione 2015-2016 dopo la soppressione della stessa BeNe League.

## Stagione

### Novità
Rispetto all'edizione precedente, il numero di squadre partecipanti diminuì da otto a sette. Infatti, l'AZ Alkmaar e il Willem II non s'iscrissero al campionato, entrambi per problemi finanziari.
Il 3 marzo 2011 il Philips Sport Vereniging, che pianificava la formazione di una sezione di calcio femminile, annunciò che non avrebbe iscritto una sua squadra all'Eredivisie 2011-2012. Dopo che l'8 marzo 2011 l'Utrecht aveva annunciato la rinuncia alla partecipazione all'Eredivisie, il 3 maggio successivo venne ritrattato il ritiro e che erano state trovate le risorse finanziarie per la partecipazione all'Eredivisie 2011-2012. Analogamente, l'Heerenveen prima annunciò il ritiro della squadra, salvo poi confermare la partecipazione all'Eredivisie dopo essersi assicurato le risorse finanziarie necessarie e dopo aver beneficiato di un posticipo nella data ultima per l'iscrizione al campionato. Il 27 maggio 2011 venne annunciata l'ammissione del Telstar come settimo club partecipante all'Eredivisie.

### Formato
Le sette squadre partecipanti si sono affrontate in un girone all'italiana per tre volte, per un totale di 18 giornate. La squadra prima classificata veniva dichiarata campione dei Paesi Bassi e veniva ammessa alla UEFA Women's Champions League per la stagione successiva. Non erano previste retrocessioni.

## Squadre partecipanti
| Club         | Città      | Stadio                             | Stagione precedente    |
| ------------ | ---------- | ---------------------------------- | ---------------------- |
| ADO Den Haag | L'Aia      | Cars Jeans Stadion                 | 2º posto in Eredivisie |
| Heerenveen   | Heerenveen | Stadio Abe Lenstra                 | 4º posto in Eredivisie |
| Telstar      | Velsen     | TATA Steel Stadion                 | -                      |
| Twente       | Enschede   | De Grolsch Veste                   | 1º posto in Eredivisie |
| Utrecht      | Utrecht    | Complesso sportivo Saestum (Zeist) | 5º posto in Eredivisie |
| VVV-Venlo    | Venlo      | Stadion de Koel                    | 6º posto in Eredivisie |
| Zwolle       | Zwolle     | Complesso sportivo Be Quick '28    | 8º posto in Eredivisie |

## Classifica finale
|  | Pos. | Squadra      | Pt | G  | V  | N | P  | GF | GS | DR  |
|  | ---- | ------------ | -- | -- | -- | - | -- | -- | -- | --- |
|  | 1.   | ADO Den Haag | 47 | 18 | 15 | 2 | 1  | 60 | 18 | +42 |
|  | 2.   | Twente       | 33 | 18 | 10 | 3 | 5  | 31 | 22 | +9  |
|  | 3.   | Telstar      | 27 | 18 | 8  | 3 | 7  | 39 | 42 | -3  |
|  | 4.   | Utrecht      | 21 | 18 | 6  | 3 | 9  | 25 | 30 | -5  |
|  | 5.   | VVV-Venlo    | 20 | 18 | 6  | 2 | 10 | 34 | 47 | -13 |
|  | 6.   | Zwolle       | 16 | 18 | 4  | 4 | 10 | 31 | 48 | -17 |
|  | 7.   | Heerenveen   | 15 | 18 | 4  | 3 | 11 | 25 | 38 | -13 |

Legenda:
      Campione dei Paesi Bassi e ammessa alla UEFA Women's Champions League 2012-2013.
Regolamento:
Tre punti a vittoria, uno a pareggio, zero a sconfitta.

## Risultati
|              | ADO  | ADO   | Hee  | Hee   | Tel  | Tel   | Twe  | Twe   | Utr  | Utr   | VVV  | VVV   | Zwo  | Zwo   |
| ------------ | ---- | ----- | ---- | ----- | ---- | ----- | ---- | ----- | ---- | ----- | ---- | ----- | ---- | ----- |
| ADO Den Haag | –––– | ––––  | 1-1  | ––––- | 2-2  | 4–2   | 3-1  | 4-3   | 7-0  | 4-0   | 5-1  | ––––- | 3-1  | ––––- |
| Heerenveen   | 1-4  | 0-2   | –––- | ––––  | 1-2  | ––––– | 1-1  | ––––- | 0-1  | ––––- | 1-2  | 1-3   | 4-3  | 3-4   |
| Telstar      | 1-4  | ––––- | 3-2  | 4-2   | –––– | ––––  | 2-1  | ––––- | 1-0  | ––––- | 5-0  | 3-3   | 1-4  | 3-3   |
| Twente       | 2-0  | ––––- | 2-1  | 0-0   | 2-1  | 4-1   | –––– | ––––  | 1-0  | 0-3   | 2-0  | ––––- | 4-0  | ––––- |
| Utrecht      | 1-3  | ––––- | 0-1  | 4-1   | 5-1  | 0-1   | 0-2  | ––––- | –––– | –––-  | 3-1  | 1-3   | 1-1  | ––––- |
| VVV-Venlo    | 1-2  | 0–2   | 2-3  | ––––- | 3-6  | ––––- | 1-2  | 1-1   | 1-4  | ––––- | –––– | ––––  | 2-1  | 5-1   |
| Zwolle       | 0-8  | 1-2   | 0-2  | ––––– | 2-0  | ––––- | 0-2  | 4-1   | 1-1  | 1-1   | 4-5  | ––––- | –––– | ––––  |

## Statistiche

### Classifica marcatrici
| Gol |  |  | Giocatore              | Squadra      |
| --- |  |  | ---------------------- | ------------ |
| 16  |  |  | Priscilla de Vos       | Telstar      |
| 10  |  |  | Renate Jansen          | ADO Den Haag |
| 10  |  |  | Tessel Middag          | ADO Den Haag |
| 10  |  |  | Vivianne Miedema       | Heerenveen   |
| 10  |  |  | Jill Wilmot            | ADO Den Haag |
| 9   |  |  | Lisanne Grimberg       | ADO Den Haag |
| 9   |  |  | Marianne van Brummelen | Zwolle       |
| 8   |  |  | Daniëlle van de Donk   | VVV-Venlo    |
| 8   |  |  | Lisanne Vermeulen      | Zwolle       |
| 7   |  |  | Sylvia Smit            | Zwolle       |